# Danilo Lançoni Lacerda
Danilo Lançoni Lacerda, noto semplicemente come Danilo (Curitiba, 29 dicembre 1971), è un ex giocatore di calcio a 5 brasiliano.

## Carriera

### Club
Massiccio difensore centrale, è giunto in Italia nel 2003 al Perugia dove in tre stagioni si è aggiudicato uno scudetto e una supercoppa italiana. Nel dicembre del 2006 si trasferisce all'Arzignano dove milita fino al 2008 vincendo uno scudetto e una supercoppa italiana. Milita quindi per un biennio nel Napoli fino al trasferimento al Città del Golfo dove chiude la carriera.

### Nazionale
Punto fermo della nazionale brasiliana per otto anni, ha partecipato alla spedizione al FIFA Futsal World Championship 1996 in Spagna dove i verdeoro si sono laureati campioni del mondo per la terza volta.

## Palmarès

### Competizioni nazionali
- Campionato italiano: 2
  - Perugia: 2004-05
  - Arzignano: 2005-06
- Supercoppa italiana: 2
  - Perugia: 2006
  - Arzignano: 2007